# Troides vandepolli
Espèce
Statut CITES
Troides vandepolli ou Ornithoptère de van de Poll est une espèce de lépidoptères (papillons) de la famille des Papilionidae.

## Taxinomie
Troides vandepolli a été décrit en 1890 par Pieter Snellen (d) (1787-1883) sous le protonyme Papilio vandepolli.
Il a été nommé en l'honneur de l'entomologiste néerlandais Jacob R. H. Neervoort van de Poll (1862-1924).

### Sous-espèces
- Troides vandepolli vandepolli (Snellen, 1890) ; présent à Java.
- Troides vandepolli honrathiana (Martin, [1893]) ; présent dans le nord et le centre de Sumatra.
- Troides vandepolli parrottei Deslisle, 1989 ; présent dans le sud de Sumatra.

## Description
Troides vandepolli est un papillon d'une grande envergure, entre 160 mm à 170 mm, aux ailes postérieures très légèrement festonnées.
Les mâles ont les ailes antérieures noires avec des veines discrètement bordées de blanc et les ailes postérieures jaune veinées de noir avec une bande marginale de triangles noirs et une large bande noire au bord interne.
Les femelles, plus grandes que les mâles, ont les ailes de couleur marron avec des veines plus largement bordées de blanc et les ailes postérieures jaune veinées de noir avec une bande marginale de triangles marron et une ligne submarginale de taches marron.

## Écologie et distribution
Troides vandepolli est présent à Sumatra et à Java,.

### Protection
Troides rhadamantus est protégé.